# Club Martell
Club Martell o Club Brandy Martell fue un equipo de ciclismo amateur de Venezuela.
Principalmente disputó competiciones ciclísticas en Venezuela y Colombia.

## Historia
Fue creado en la década de 1970 bajo el patrocinio de la bebida Brandy Martell y por empresarios tachirenses. Cosechó muchos éxitos, llegando a  ganar la Vuelta al Táchira en 1973, 1975 y 1976, la Vuelta a Venezuela, la Vuelta al Zulia y cerca de ganar la Vuelta a Colombia, entre otras.

## Instalaciones
El equipo tuvo su sede en la ciudad de San Cristóbal.

## Plantilla
Estuvo integrado por jóvenes talentos del ciclismo de la época, entre ellos; Santos Bermúdez, Mario Medina, Fernando Fontes, Luis Vivas, Luis Rosales, Víctor Rubiano, Justo Galaviz y Marcos Vásquez.